# Liebenstein
Liebenstein là một đô thị ở huyện Ilm, bang Thüringen, Đức. Đô thị này có diện tích 12,24 km², dân số thời điểm 31 tháng 12 năm 2006 là 299 người.